# The Great Garrick
The Great Garrick is een Amerikaanse filmkomedie uit 1937 onder regie van James Whale. Destijds werd de film in Nederland uitgebracht onder de titel Een liefdesgeschiedenis in de Comédie Française.

## Verhaal
De Londense toneelspeler David Garrick wil in Parijs zijn carrière voortzetten. De Parijzenaars nemen de arrogante acteur niet serieus. Ze sturen Garrick naar een herberg en halen er een grap met hem uit.

## Rolverdeling
| Acteur                | Personage        |
| --------------------- | ---------------- |
| Brian Aherne          | David Garrick    |
| Olivia de Havilland   | Germaine         |
| Edward Everett Norton | Tubby            |
| Melville Cooper       | Mijnheer Picard  |
| Lionel Atwill         | Beaumarchais     |
| Luis Alberni          | Basset           |
| Lana Turner           | Auber            |
| Marie Wilson          | Nicolle          |
| Linda Perry           | Molee            |
| Fritz Leiber          | Horatio          |
| Etienne Girardot      | Jean Cabot       |
| Dorothy Tree          | Mevrouw Moreau   |
| Craig Reynolds        | Mijnheer Janin   |
| Paul Everton          | Herbergier       |
| Trevor Bardette       | Mijnheer Noverre |